# Hiromasa Tokioka
Hiromasa Tokioka (時岡 宏昌 Tokioka Hiromasa?), född 24 juni 1974 i Saitama prefektur, är en japansk före detta fotbollsspelare.
Tokioka började sin karriär 1997 i Consadole Sapporo. 2000 flyttade han till Sagawa Express Tokyo. Han avslutade karriären 2001.